# 海布里球场
高貝利球場（英語：Arsenal Stadium），是英格蘭超級足球聯賽球會阿仙奴的前主場，位於英格蘭倫敦的高貝利。阿仙奴於1913年9月6日至2006年5月17日於此進行主場比賽。
球場於1913年建造，原本為一所地區學校的遊樂場，其後經過2次的重新發展。1930年代，高貝利球場進行第一次的重新發展，建造擁有装饰风艺术的東、西看台；第二次發展則分開兩期完工，分別於1989年南看台完成增建貴賓包廂席位，以及在1993年完成建造北看台。
該球場最初建於1913年，位於當地一所學院的遊樂場上，並經歷了兩次重大改建。第一次重建發生在1930年代，當時東、西看台以装饰风艺术 (Art Deco) 為主。第二次重建發生在1989年，當時在時鐘端加入了貴賓包廂，之後在1993年完成建造北看台。1999年11月阿仙奴宣佈興建新球場，選址高貝利附近的伊斯靈頓區興建酋長球場，阿仙奴於2005-06年賽季結束後搬至新球場，高貝利球場被改建為一個名為高貝利廣場 (Highbury Square) 的住宅區，時鐘端和北看台被拆除，東、西看台的大部分建築而得以保留，並被納入新的開發計劃中。
另由於阿仙奴傳奇球星蒂埃里·亨利在高貝利球場比賽時進球「如拾草芥」，所以球迷及傳媒又稱這球場為「蒂埃里·亨利的後花園」。

## 历史
1913年9月6日，阿仙奴在高貝利迎来海布里球场的第一场比赛，对手是李斯特福斯FC。
1939年，一部名为（阿仙奴球場疑雲）的懸疑片问世。
在二次世界大战期间，海布里球场因为被充当为医护中心和空袭警报站而关闭。期间，北边看台被一枚炸弹击中，但整座球场幸免于难。
1997年，阿森纳著名球迷之一、作家霍恩比以海布里球迷为蓝图撰写的小说《极度狂热》（Fever Pitch）被搬上银幕。

## 海布里重要里程碑
1913年9月6日，阿森纳在海布里球场的首场比赛以2比1击败李斯特城。
1931年4月18日，阿森纳在海布里球场正式赢得第一个联赛冠军。
1932年1月9日，阿森纳在足总杯第三轮的比赛中，以11比1的比数战胜达尔文队，成为海布里球场最大比数胜利的比赛。
1935年3月9日，只能容纳38500人的海布里球场涌入了73295名球迷目睹阿森纳与桑德兰的比赛.这一记录一直保持至今.而1966年5月，和利兹联的一场比赛只有4554名观众而成为最少观众观看比赛的纪录。
1970年4月28日，阿森纳在海布里球场大逆转击败安德莱赫特赢得了博览会杯。
1996年10月19日，温格在海布里球场执教首场比赛。
1997年9月13日，伊恩·赖特在海布里球场打破了巴斯廷178球的俱乐部进球记录。
2003年10月28日，英格蘭聯賽盃第三轮以1比1平罗瑟勒姆的赛事里，西班牙小将法比加斯以16岁零177天成为海布里球场一线队出场最年轻的球员。
2004年8月25日，阿森纳在海布里球场3比0击败布力般流浪，创造了联赛43场不败记录，超过了諾定咸森林创造的42场不败。此后，阿森纳将不败记录一直延续到了49场。

## 外部連結
- Highbury - The Final Salute （页面存档备份，存于） Official tribute on Arsenal.com
- Highbury Square Official website of the redevelopment project
- Arsenal Stadium History and photos at Keke's Stadium Mania
- Highbury （页面存档备份，存于） Photos at The Stadium Guide
- EPS （页面存档备份，存于） Creators of the new arsenal cannon motif situated at the new development